# Nova Venécia (kommun)
Nova Venécia är en kommun i Brasilien.   Den ligger i delstaten Espírito Santo, i den sydöstra delen av landet, 800 km öster om huvudstaden Brasília. Antalet invånare är 46 020.
Följande samhällen finns i Nova Venécia:
- Nova Venécia

Omgivningarna runt Nova Venécia är huvudsakligen savann. Runt Nova Venécia är det ganska tätbefolkat, med 54 invånare per kvadratkilometer.